# 恋愛ディストーション
『恋愛ディストーション』（れんあいディストーション）は、犬上すくねによる日本の漫画。略称は「恋ディス」。
1998年から『ヤングキングアワーズ』（少年画報社）に連載の後、2000年から『ヤングキングアワーズライト』（少年画報社）に連載された。2002年、同誌の休刊に伴い一旦終了したが、2004年から2005年に『恋愛ディストーション 疾走編』のタイトルで『MAY』（少年画報社）に連載。2006年に掲載誌を『ヤングキングアワーズプラス』（少年画報社）に移す。同誌の休刊に伴って未完のまま連載は休止となっていたが、『月刊サンデージェネックス』（小学館、以下『GX』と略記）において再開し、2012年から2013年まで連載された。
単行本は、ヤングキングコミックスから少年画報社の雑誌初出分が全5巻で刊行された。連載の場を小学館に移すに先立って、2011年2月に『恋愛ディストーション Remix』が「10YEAR’S CHRONICLE」（『GX』創刊10周年記念の傑作選）として出された。同年3月から7月にかけて前記分が「新装版」5巻分としてサンデーGXコミックスから刊行され、描きおろしエピソードが追加された。

## 連載誌の変遷
最初は『ヤングキングアワーズ』1998年7月号から2000年7月号に連載された。一部作品は『ヤングキング増刊アワーズ』に掲載された。その後、掲載誌を『ヤングキングアワーズライト』に移し、2000年9月号から2002年8月号に連載された。同誌の休刊に伴い一旦終了したが、『MAY』2004年8月号で連載を再開、タイトルを『恋愛ディストーション 疾走編』に変えて3カ月に1回掲載された。2005年11月号に掲載後、同誌がペットコミック雑誌となったため、掲載誌を『ヤングキングアワーズプラス』に移して、2006年6月号から11月号に連載された。2007年に同誌が休刊したため、その後の連載は休止となったものの、5年余りのブランクを経て、掲載誌を『月刊サンデージェネックス』に移して2012年4月号から2013年8月号まで連載された。

## あらすじ
大学生・大前田真とその彼女・緑川棗。大前田の親友・江戸川陽一とその彼女・大塚まほ。彼らと、そして彼らを取り巻く人間達の恋愛エピソードを綴った作品。

## 主な登場人物
大前田 真（おおまえだ しん）
大学生。彼女の棗が東京の大学に受験するというのでわざわざ同じ大学を受験するほど彼女にホレている。そのベタぼれぶりから作中にてよくわんこ（ = 犬）として描写され、犬っぷりを友人江戸川や山野辺からからかわれている。
緑川 棗（みどりかわ なつめ）
大前田の彼女。大前田とは高校時代の同級生で、同じ大学に通うが、浪人したので大前田より1年後輩。メガネをかけている。大前田とは高校のときからの付き合い。成績は優秀。気は強いが、子供の頃のトラウマから雷には滅法弱い。
江戸川 陽一（えどがわ よういち）
大前田と同じ大学に通う大学生。メガネをかけている。喫煙者。大前田の親友でよく一緒に行動している。まほの服が着られるほど痩せている。ボケのまほに対してのツッコミ役。サドっ気があるのか、それとも好きな子をイジメたくなってしまう子供気質を残しているのか、まほをついイジメたくなることしばしば。
大塚 まほ（おおつか まほ）
定時制高校の英語教師。江戸川が高校生のときに江戸川のクラスの担任になり、その後偶然再会したのが縁で付き合い始めた。江戸川より5歳年上だが、年齢に似合わずおっちょこちょいで天然な面もあり、そこを江戸川につけこまれてオモチャにされることもある。
山野辺 泰治（やまのべ たいじ）
大前田達と同じ大学に通う大学生。年齢 = 彼女いない歴なので、彼女のいる大前田と江戸川をうらやむ。後姿の雰囲気が大前田と似ているせいか間違えられることがたびたびあり、それを嫌って差別化のためアゴ髭を生やしている。同じクラスの里中秋子からその髭を突然触られて困惑している。
有元 知子（ありもと ともこ）
まほの教え子だった美容師。客としてきた（出席率が低いので訪ねて来た）まほに一目惚れするが、すぐに彼氏がいると聞かされ失恋する。そのため、まほの彼氏である江戸川のことを蛇蝎のごとく敵視している。ヘビースモーカー。
小向井 仁（こむかい ひとし）
漫画家。大前田と同じ高校の同級生で、長身ゆえに高校時代は「大きい小向井と小さい大前田」と言われていた。女性には良くモテる。有元知子のことが気になっており、彼女をモデルにした漫画を連載し始める。
里中 秋子（さとなか しゅうこ）
山野辺と同じクラスのスレンダーな大学生。画家の兄が好きで、その兄に雰囲気が似ている山野辺がちょっと気になっている。
大塚 なほ（おおつか なほ）
まほの双子の姉。中学の時に患った病気が原因で聴覚を失っている。
大塚 政広（おおつか まさひろ）
なほの夫。なほが聴覚障害で手話教室で手話を習っていた時に知り合い、その後結婚した。

## 名前・サブタイトルの元ネタと法則性
作中で登場する登場人物の名前とサブタイトルには、作者の趣味を反映したと思われる色々なバンドの曲名やミュージシャンの名前がパロディとしてちりばめられている。例としては以下のものがある。
- 江戸川陽一 - ミュージシャンの青山陽一より。江戸川の「やせていてメガネをかけている」という外見も彼が元ネタになっている。苗字はカーネーションの「Edo River」から。
- 大塚政広 - カーネーションのボーカル、直枝政広から。
- 小向井仁 - ナンバーガールのギターボーカル、向井秀徳から。
- 単行本1巻第2話のサブタイトル『好き すき まほ先生』 - TBS、朝日放送系ドラマ『好き! すき!! 魔女先生』より。
- 同1巻第5話のサブタイトル『未確認の愛情』 - カーネーションの曲名『未確認の愛情』より。
- 同1巻第6話のサブタイトル『愛しのリボンちゃん』 - カーネーションの曲名『愛しのリボンちゃん』より。
- 同2巻第1話のサブタイトル『不意打ちガール暴走』 - 小沢健二の曲名『カウボーイ疾走』より。
- 同2巻第5話のサブタイトル『あなたとハイな午後 二元中継』 - grandfathersの曲名『あなたとハイな午後』より。
- 同3巻第1話のサブタイトル『ケダモノの嵐』 - ユニコーンの曲名『ケダモノの嵐』より。
- 同3巻第2話のサブタイトル『モテ狂って候』 - ナンバーガールの曲名『狂って候』より。
- 同4巻第1話のサブタイトル『恋はワンルーム』 - 爆風スランプの曲名『恋はワンルーム』より。
- 同4巻第3話のサブタイトル『女教師はSSMGの妄想（ユメ）を見るか?』 - フィリップ・K・ディックの小説『アンドロイドは電気羊の夢を見るか?』より。
- 同5巻第6話のサブタイトル『SO FAR, SO CLOSE』 - 青山陽一の曲名『SO FAR, SO CLOSE』より。

## 書誌情報
- 犬上すくね 『恋愛ディストーション』 少年画報社〈ヤングキングコミックス〉全5巻、未完[4]

1. 2000年6月15日初版発行、ISBN 4-7859-1990-6
2. 2001年5月15日初版発行、ISBN 4-7859-2072-6
3. 2002年10月1日初版発行、ISBN 4-7859-2225-7
4. 2002年12月1日初版発行、ISBN 4-7859-2247-8
5. 2006年11月1日初版発行、ISBN 4-7859-2688-0

- 犬上すくね 傑作選『恋愛ディストーション Remix』小学館〈GX 10YEAR'S CHRONICLE〉全1巻

1. 2011年2月18日初版発行、ISBN  978-409-157264-6

- 犬上すくね 『恋愛ディストーション』 小学館〈サンデーGXコミックス〉全8巻

1. 2011年3月19日初版発行、ISBN 978-409-157268-4
2. 2011年4月19日初版発行、ISBN 978-409-157269-1
3. 2011年5月19日初版発行、ISBN 978-409-157270-7
4. 2011年6月17日初版発行、ISBN 978-409-157273-8
5. 2011年7月19日初版発行、ISBN 978-409-157274-5
以上の巻は少年画報社初出分に描き下ろしを加えた新装版
6. 2012年7月19日初版発行、ISBN 978-409-157316-2
7. 2013年2月24日初版発行、ISBN 978-409-157337-7
8. 2013年9月24日初版発行、ISBN 978-409-157357-5